# Island i olympiska sommarspelen 1968
Island deltog i de olympiska sommarspelen 1968 i Mexico City med en trupp bestående av åtta deltagare, men ingen av landets deltagare erövrade någon medalj.